# Postamúzeum-Hollókői kiállítóhelye
Postamúzeum-Hollókői kiállítóhelye (Kossuth Lajos u. 80.) Hollókő Ófalujában nyílt meg 1990-ben egy műemlék népi lakóházban. Mellette működő postahivatal található. Helyi és környékbeli jellegzetességeket mutat be. A budapesti Postamúzeum filiája.

## Látványosságai
Állandó kiállításai:
- A magyar postatörténet évszázadai az első világháborúig
- Nógrád megye és Hollókő postatörténete napjainkig.